# 德钦灯心草
德钦灯心草（学名：Juncus sikkimensis var. helvolus）是灯心草科灯心草属锡金灯心草的变种。分布于中国大陆的云南等地，生长于海拔3,800米至4,000米的地区，多生在草地上，目前尚未由人工引种栽培。